# François Ducret
François Ducret (Ouatapan, Vailly, 6 de octubre de 1806-Vailly, 7 de julio de 1889) fue un escultor francés savoyardo.

## Datos biográficos
Su familia, originaria del Cantón del Valais, se trasladó a las praderas alpinas de Ouatapan a comienzos del siglo XVIII.
Leñador de profesión, François aprendió por sí mismo la escultura y utilizó herramientas improvisadas que él mismo forjó.
Muy devoto, hizo muchas estatuas que se encuentran en los oratorios del valle del Brevon, así como las pilas de agua bendita de la iglesia de Vailly.